# Liste d'encyclopédies religieuses
Voici une liste d'encyclopédies religieuses ou de dictionnaires encyclopédiques religieux classés par religion. Aux fins de cette liste, une encyclopédie est définie comme un « compendium contenant des informations sur toutes les disciplines ou sur une discipline particulière ». Pour d'autres critères de tri, voir Liste d'encyclopédies.

## Religion

### Judaïsme
- Dictionnaire encyclopédique de la kabbale
- Encyclopaedia Judaica – publiée 1972–91, seconde édition 2006[1]: culture, l'histoire et la religion juive en anglais ;
- Jewish Encyclopedia [2]: histoire et de la situation du judaïsme – publiée 1901–06; originale complète 12 volumes ;
- Jewish Virtual Library ;
- Shorter Jewish Encyclopedia (en) en langue russe – 11 volumes, publiée 1976-2005 à Jérusalem ;
- Talmudic Encyclopedia (en) ;
- The YIVO Encyclopedia of Jews in Eastern Europe : l'histoire et la culture juive de l'Europe de l'Est – Yale UP, 2008

### Christianisme
- Augustinus-Lexikon (en)
- Bibliotheca selecta (en)
- Biographisch-Bibliographisches Kirchenlexikon
- Catholic Directory (en)
- Catholic Encyclopedia – 1907–12 (15 vls.)
- Encyclopaedia Biblica [3] : histoire littéraire, politique et religieuse, l'archéologie, la géographie et l'histoire naturelle de la Bible;
- Christelijke Encyclopedie (en)
- Dictionary of Christian Biography and Literature to the End of the Sixth Century (en)
- Christian Cyclopedia (en)[4] : (à l’origine Lutheran Cyclopedia) est un recueil en un volume de données théologiques, allant des figures anciennes aux événements contemporains;
- Encyclopedia of Christianity (en) – John Stephen Bowden, ed., 1 vol., Oxford UP, 2006
- Encyclopedia of Mormonism (en)
- Encyclopédie copte
- Cyclopaedia of Biblical, Theological and Ecclesiastical Literature
- Dictionary of Deities and Demons in the Bible (en)
- Dictionnaire biographique des protestants français de 1787 à nos jours
- Dictionnaire critique de théologie de Jean-Yves Lacoste;
- DHGE (Dictionnaire d'histoire et de géographie ecclésiastiques) [5] : encyclopédie scientifique de référence pour l'ensemble de l'histoire du christianisme;
- Dictionnaire de spiritualité
- DTC (Dictionnaire de théologie catholique) : doctrines et l'histoire de la théologie catholique;
- Dictionnaire du monde religieux dans la France contemporaine
- Dictionnaire encyclopédique d'éthique chrétienne avec Denis Müller
- Dictionnaire encyclopédique de Jeanne d'Arc de Pascal-Raphaël Ambrogi et Dominique Le Tourneau.
- Dictionnaire encyclopédique de la Bible
- Dictionnaire encyclopédique de la Liturgie
- Dictionnaire encyclopédique de Marie de Pascal-Raphaël Ambrogi et Dominique Le Tourneau.
- Dictionnaire théologique de Louis Bouyer;
- Encyclopédie catholique de Jean-Baptiste Glaire de 1839;
- Encyclopédie du protestantisme
- Encyclopédie Jésus le Christ chez saint Thomas d'Aquin
- Encyclopaedia Biblica
- Encyclopaedia Biblica (Israel) (en) (Israël)
- Encyclopedia of Mormonism (en)
- Evangelical Dictionary of Theology (en)
- Global Anabaptist Mennonite Encyclopedia Online
- International Standard Bible Encyclopedia (en)
- Lexikon für Theologie und Kirche – 1930–38 (10 vls.)
- Le Grand Dictionnaire de la Bible
- Les prédicateurs français dans la première moitie du XVIIIe siècle, de la régence a l’encyclopédie
- Mormonism: A Historical Encyclopedia (en)
- New Advent (en)
- New Catholic Encyclopedia – 1967–96 (15 vls. et 4 vls. supplémentaires); 2. ed. 2003 (15 vls.)
- Ökumenisches Heiligenlexikon (en) [6]: encyclopédie des saints et vénérables des Églises catholique, orthodoxe et protestante;
- Orthodox Encyclopedia (en)
- Schaff–Herzog Encyclopedia of Religious Knowledge, se concentre sur le christianisme d'un point de vue essentiellement protestant.
- Theopedia (en) [7]: encyclopédie du christianisme biblique;
- The New International Dictionary of Pentecostal and Charismatic Movements (en)
- Théo : l'encyclopédie catholique pour tous
- Theologische Realenzyklopädie ( TRE ) – Hrsg. Gerhard Müller. 38 vls.; Berlin 1977–2007;
- Troisième et dernière encyclopédie théologique
- Twentieth Century Encyclopedia of Catholicism (en)
- Views of the Biblical World (en)
- World Christian Encyclopedia

### Islam
- Bahar-e-Shariat (en)
- Conflict and Conquest in the Islamic World
- An Educational Encyclopedia of Islam (en)
- Encyclopaedia Islamica (en)
- Encyclopaedia of Imam Ali (en)
- Encyclopédie de l'Islam [8]: la civilisation islamique et l’histoire de l'islam;
- Encyclopaedia of Shia (en)
- The Hussaini Encyclopedia (en)
- İslâm Ansiklopedisi
- Urdu Encyclopaedia of Islam (en)
- Medical Encyclopedia of Islam and Iran (en)
- Minhaj ul Muslimeen (en)
- Encyclopaedia of the Qurʾān
- Encyclopedia of Women and Islamic Cultures (en)

### Autre
- Encyclopedia of American Religions
- Handbook of Denominations (en)
- Encyclopædia of Religion and Ethics (en)
- Theologische Realenzyklopädie, principale encyclopédie relative à la religion et à la théologie (langue allemande);
- Fayuan Zhulin
- Encyclopedia of Hinduism (en)
- Encyclopedia of Buddhist Arts (en)
- Encyclopedia Mythica [9]: folklore, mythologie et religions.